# Guanczowie
Guanczowie (berber. Igwanciyen) – pierwsi znani mieszkańcy Wysp Kanaryjskich. Ludność o pochodzeniu berberyjskim. Zamieszkiwali głównie jaskinie skalne i posługiwali się własnym językiem. Ich kultura zanikła pod koniec XV wieku. Ludność współczesna wysp na różnych wyspach ma udział od 0% (El Hierro) do 55,5% (La Gomera) przodków w linii żeńskiej pochodzących z tej ludności.

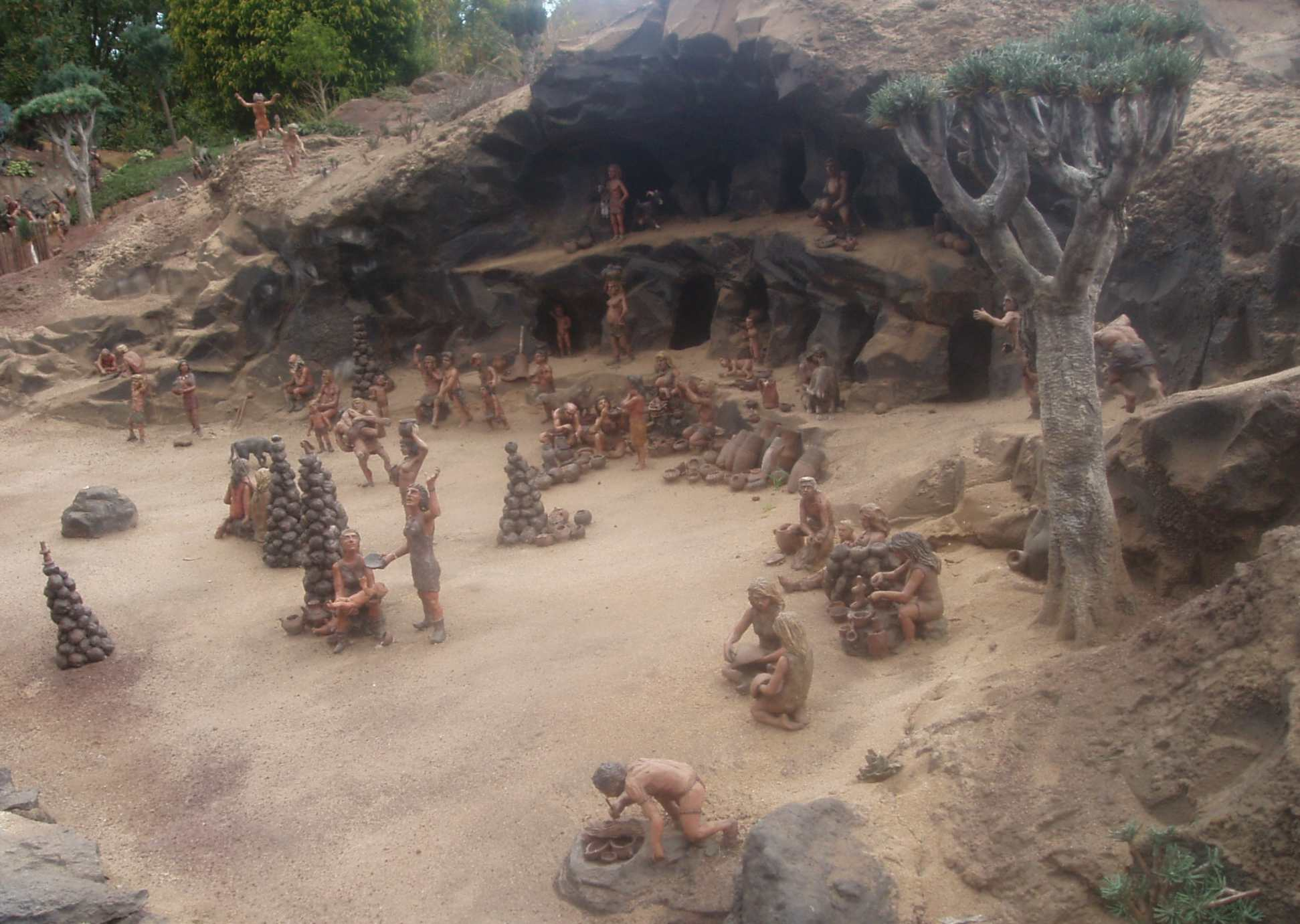
Model osady Guanczów

## Historia
Według Núñeza de la Peña, hiszpańska nazwa Guanches ma pochodzić od przeinaczonego Guanchinet – nazwy tubylczej oznaczającej człowieka (Guan) z Teneryfy (Chinet). Wynika stąd, że nazwa „Guanczowie” pierwotnie odnosiła się tylko do mieszkańców tej wyspy; dopiero później zaczęto określać nią całą tubylczą ludność archipelagu.

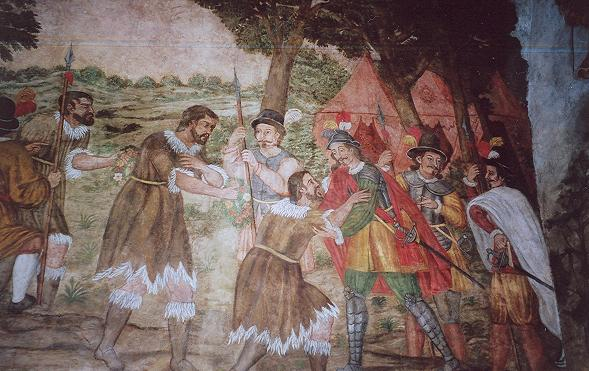
Poddanie się królów Guanczów (mal. Alonso Fernández de Lugo)

Guanczowie, którzy wyginęli jako ludność, według badań ich szczątków kostnych wykazywać mieli znaczne podobieństwo do człowieka z Cro-Magnon. Niewątpliwie stanowili jednak  odgałęzienie Berberów, którzy ok. 3 tysiące lat temu opanowali północną Afrykę od Egiptu do Oceanu Atlantyckiego. Na Wyspy Kanaryjskie przybyli w dwóch falach ok. 2,5 tysiąca lat temu i później w czasach rzymskich.
Pliniusz Starszy (Historia Naturalna 6, 37, 205) przekazał, że według króla Mauretanii Juby II wyprawa mauretańska na wyspy około 50 r. p.n.e. wykryła ruiny dużych budowli (łac. vestigia aedificiorum), w opisie brak wzmianek o ludności. Wyciągano stąd wniosek, że Guanczowie nie byli pierwszymi mieszkańcami, bądź też ekspedycja nie zbadała dokładnie wszystkich wysp. Brak jakichkolwiek śladów wpływów islamu wśród ludności żyjącej w czasie przybycia Hiszpanów, pozwala przypuszczać, że była to najdalej na zachód sięgająca migracja Berberów, jaka nastąpiła pomiędzy epoką Pliniusza Starszego a podbojem Afryki Północnej przez muzułmanów.
Wielu Guanczów zginęło podczas zbrojnego oporu stawianego hiszpańskiemu najeźdźcy, wielu sprzedano jako niewolników, nieliczni przyjęli katolicyzm i połączyli się w związkach małżeńskich z przybyszami.
| Rok                    | Wydarzenie |
| ---------------------- | --- |
| 10 milionów lat p.n.e. | Powstaje archipelag kanaryjski. |
| 3000 p.n.e.            | Zaludnienie wysp przez wiele fal migracji z Afryki. |
| 1100 p.n.e.            | Prawdopodobne odkrycie wysp przez Fenicjan podczas wyprawy handlowej. |
| 500–200 p.n.e.         | Nowa fala migracji z Afryki Północnej łącząca się z ludnością tubylczą. |
| I w.                   | Opis wyprawy króla Mauretanii Juby II na Wyspy Kanaryjskie przez Pliniusza Starszego; nazwą Insula Canaria określono wyspę Gran Canaria. Inne rzymskie źródła poświadczają przypuszczalną wiedzę o istnieniu archipelagu i jego mieszkańców – Guanczów (Owidiusz w Metamorfozach).            |
| II w.                  | Mapa świata Ptolemeusza ukazuje południk zerowy przechodzący przez Hierro. |
| 1312                   | Archipelag zostaje ponownie odkryty przez Lancelotto Malocello. |
| 1402–1406              | Jean de Béthencourt w imieniu króla Kastylii podbija wyspy Lanzarote, Fuerteventura i Hierro. |
| 1441                   | Hiszpański franciszkanin Didakus (Diego de Alcala) nawraca Guanczów jako misjonarz na Fuerteventurze. |
| 1478–1483              | Guanczowie z Gran Canarii zostają pokonani i podbici. |
| 1492                   | Alonso Fernández de Lugo rozpoczyna podbój wyspy La Palma. |
| 1493                   | Niepowodzenie prób zawarcia pokoju z Guanczami z Teneryfy i początek hiszpańskich wojen z królestwami Guanczów. |
| 1494–1496              | Alonso Fernández de Lugo dociera do Teneryfy, ponosząc 31 maja 1494 w La Matanza klęskę w bitwie z Guanczami. 25 grudnia 1495 Guanczowie zostają ostatecznie pokonani przez Hiszpanów w La Victoria. Teneryfa ostatnią podbitą wyspą; kultura tubylców zostaje niemal doszczętnie zniszczona. |

## Język

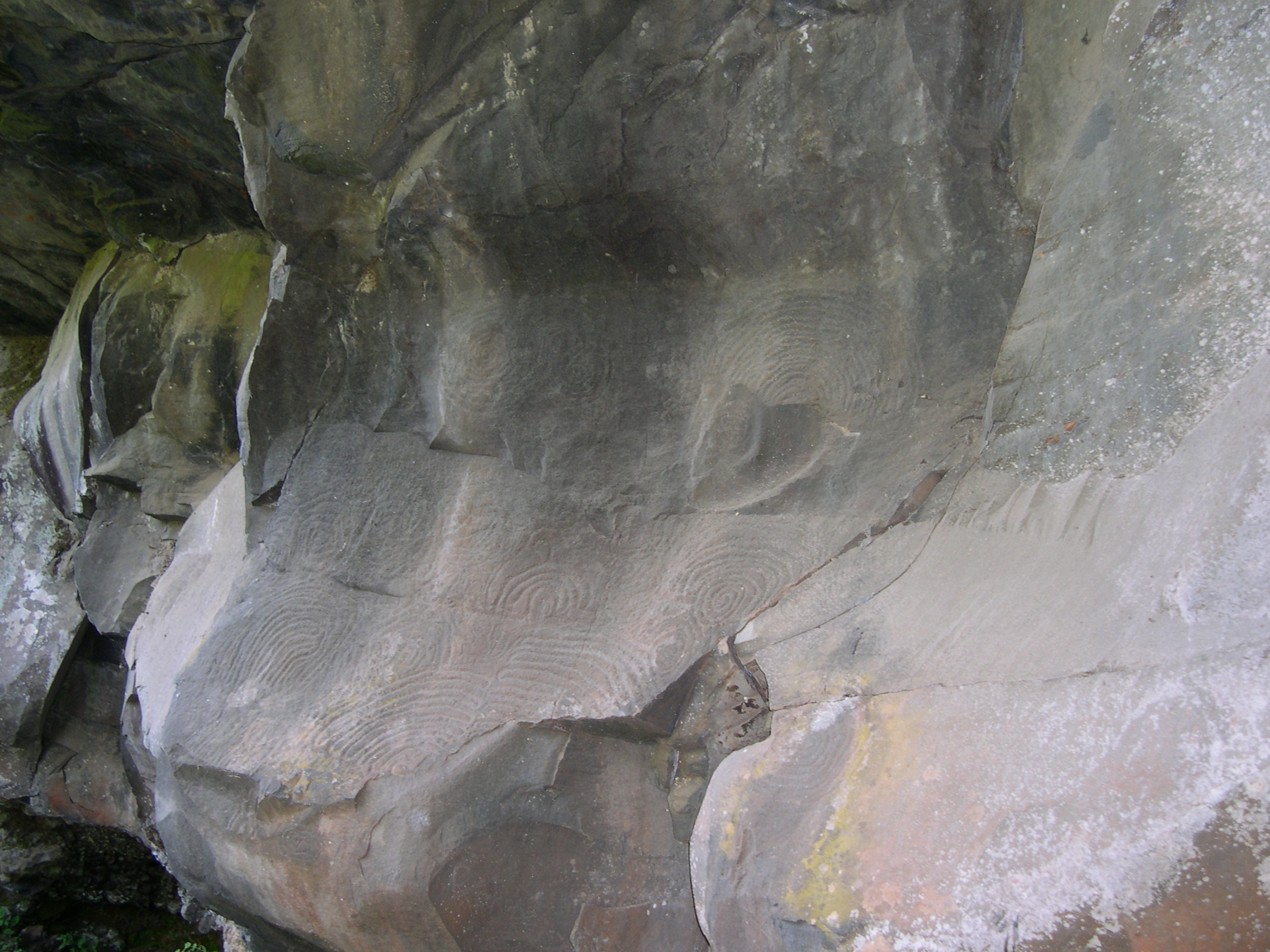
Ryty naskalne na wyspie La Palma

Przetrwały ślady języka Guanczów – nieliczne wyrażenia i imiona wodzów zachowane w noszonych obecnie nazwiskach; świadectwa te pozwalają łączyć go z językami berberyjskimi. Na większości wysp odnaleziono ryty naskalne. Domingo Vandewalle, gubernator wojskowy La Palmy, był pierwszym, który zaczął je badać w 1752. Dzięki wytrwałości Aquilino Padrana, księdza z La Palmy, zidentyfikowane i skatalogowane zostały inskrypcje na wyspie Hierro. W 1878 René Verneau odkrył w wąwozach Los Balos inskrypcje bardzo zbliżone do libijskich. Wszystkie te ryty naskalne są bez wyjątku pochodzenia numidyjskiego. Na Teneryfie i Gomerze – dwu wyspach, gdzie Guanczowie zachowali największą jednolitość etniczną, nie odnaleziono żadnej takiej inskrypcji. Pozwala to sądzić, że właściwi Guanczowie nie znali pisma. Zidentyfikowano ślady obecności semickiej na innych wyspach, lecz na żadnej z nich nie było inskrypcji naskalnych. Dość wiarygodna jest więc hipoteza, że Numidyjczycy z rejonu Kartaginy zmieszani z dominującymi w tej kolonii fenickiej Semitami przybyli na Wyspy Kanaryjskie i że to od nich pochodzą inskrypcje naskalne na Hierro i Gran Canarii.
Guanczowie stworzyli również el silbo – język gwizdów, pozwalający porozumiewać się na większe odległości i będący wciąż w użyciu na La Gomerze przez tzw. silbadorów.

## Toponimy z języka Guanczów
- Teneryfa: Achinech, Achineche lub Asensen
- La Gomera: Gomera lub Gomahara
- La Palma: Benahoare
- El Hierro: Esero lub Hero
- Gran Canaria: Tamaran (według najnowszych teorii nazwa ta mogła odnosić się tylko do części wyspy)
- Lanzarote: Titerogakaet lub Titeroigatra
- Fuerteventura: Erbania lub Erbani

## Organizacja społeczna i polityczna
Organizacja społeczna i polityczna Guanczów różniła się w zależności od wyspy. Na niektórych panowała dziedziczna autokracja, na innych władze były wybierane. Na Teneryfie wszystkie ziemie należały do wodzów, którzy je dzierżawili swoim poddanym. Na Gran Canarii samobójstwo uważano za honorowe i podczas uroczystości obejmowania władzy przez nowego wodza jeden z poddanych (ochotnik) dla uhonorowania go rzucał się w przepaść. Na niektórych wyspach praktykowano poliandrię, na innych małżeństwa były monogamiczne. Wszędzie jednak szacunkiem darzono kobiety, a obrażenie którejkolwiek z nich przez uzbrojonego mężczyznę karane było jako przestępstwo.

## Sposób życia

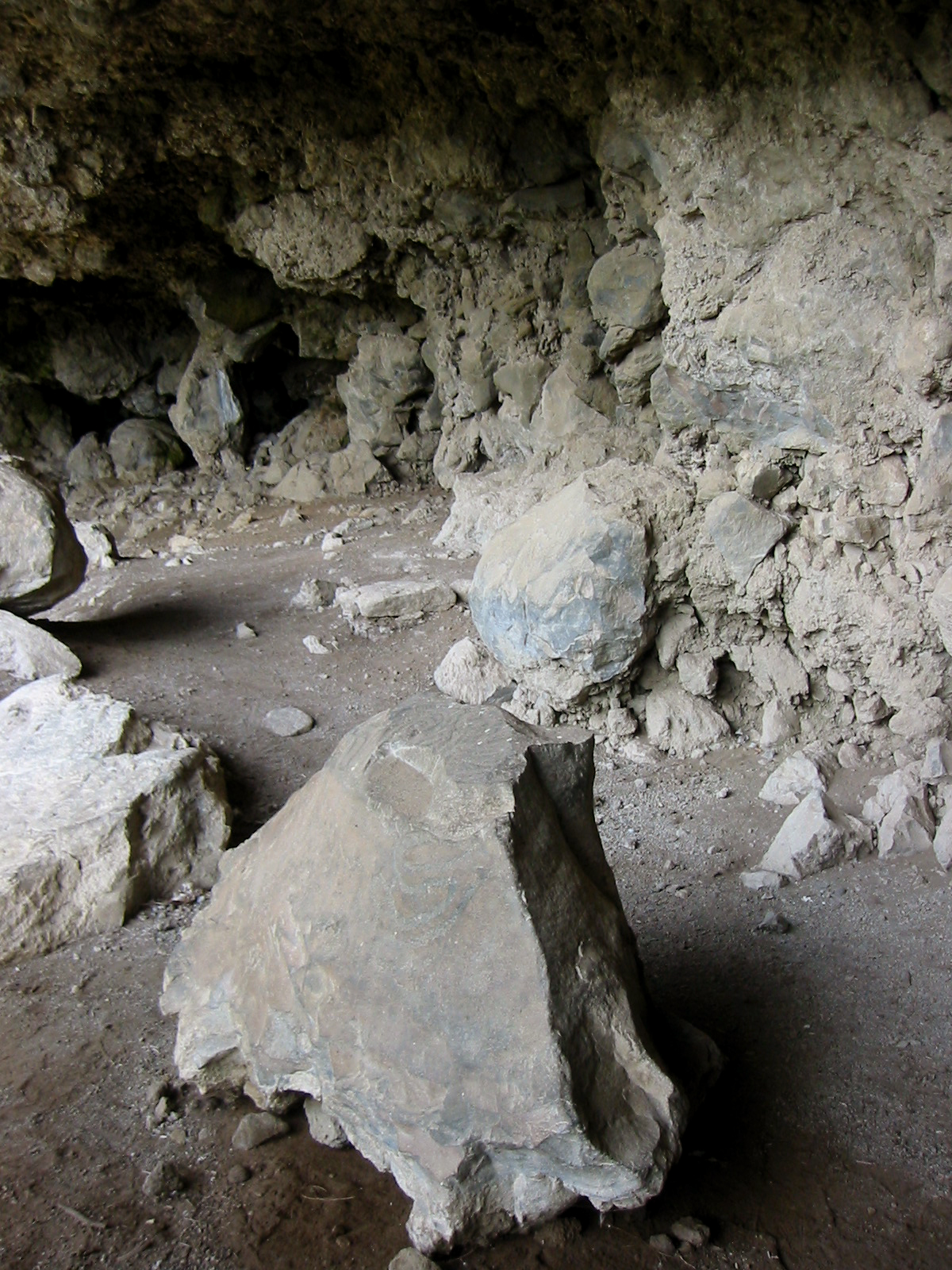
Grota Belmaco na wyspie La Palma, niegdyś zamieszkana przez Guanczów

Guanczowie nosili odzież ze skór kozich oraz z tkanin, których przykłady odkryto w grobowcach na Gran Canarii. Cenili ozdoby, naszyjniki z drewna, kamieni lub muszelek wyrabiane według wielu wzorów. Używali przede wszystkim ceramicznych paciorków o różnym kształcie, gładkich i polerowanych, zwykle w kolorze czarnym lub czerwonym. Malowali również ciała. Tzw. pintaderas, przedmioty z terakoty przypominające pieczęcie, prawdopodobnie służyły do zdobienia ciała różnymi barwami. Guanczowie wyrabiali prostą ceramikę, zwykle pozbawioną ornamentów, lecz niekiedy dekorowaną odciskami paznokci. Broń Guanczów nie różniła się od broni starożytnych ludów południa Europy. Na Gran Canarii używano przede wszystkim siekier z kamienia gładzonego, na Teneryfie raczej były w użyciu siekiery ciosane z kamienia lub obsydianu. Używano również włóczni, maczug, niekiedy zaopatrzonych w kamienne ostrza, jak również oszczepów. Wydaje się, że znano też tarcze.
Guanczowie zamieszkiwali naturalne i sztuczne jaskinie usytuowane w rejonach górskich. Tam gdzie niemożliwe było wydrążenie jaskini, budowali okrągłe domy oraz (według świadectw Hiszpanów) prymitywne fortyfikacje.

## Rytuały pogrzebowe
Na La Palma starcy byli pozostawiani w odosobnieniu, aby umarli, jeśli wyrazili takie życzenie. Po pożegnaniu z bliskimi prowadzono ich do jaskini grobowej i zostawiano tam jedynie z miską mleka. Guanczowie mumifikowali swoich zmarłych i odnaleziono wiele takich mumii w stanie całkowitego wysuszenia, nie ważących więcej niż 3–4 kg. Dwie jaskinie, znajdujące się w prawie niedostępnej urwistej ścianie skalnej, blisko wybrzeża, 5 km od Santa Cruz (Teneryfa), zawierały także ludzkie szkielety. Istniało wiele sposobów mumifikacji. Na Teneryfie i Gran Canarii zwłoki tylko zawijano w skóry kóz lub owiec, podczas gdy na innych wyspach ciała konserwowano przy pomocy substancji żywicznej i umieszczano następnie w trudno dostępnej jaskini lub grzebano pod kopcem. Czynności związane z mumifikacją należały do określonej klasy społecznej, przy czym balsamowanie kobiet wykonywały kobiety, a mężczyzn – mężczyźni. Zwyczaj balsamowania zwłok nie był powszechny i czasem chowano je po prostu w grotach albo grzebano w ziemi.

## Religia
Niewiele wiadomo o pierwotnych wierzeniach Guanczów. Wiadomo, iż wierzyli w Byt Najwyższy, zwany Akoran na Gran Canarii, Aczihuran na Teneryfie, Eraoranhan na Hierro i Abora na La Palma. Kobiety z Hierro czciły boginię, zwaną Moneiba. Tradycyjnie wierzono, że bogowie i boginie żyli na szczytach gór, skąd schodzili, aby wysłuchać modlitw wiernych. Na innych wyspach mieszkańcy czcili Słońce, Księżyc, Ziemię i gwiazdy. Rozpowszechniona była wiara w demony. Demon z Teneryfy nazywał się Guayota i żył na szczycie wulkanu Teide, który uważano za piekło, zwane Echeyde. W czasach niepokoju i zagrożenia Guanczowie prowadzili swe stada na święte pastwiska, gdzie oddzielano jagnięta od matek w nadziei, że ich rozpaczliwe beczenie wzbudzi litość w Wielkim Duchu. Podczas świąt religijnych spory i wojny były zawieszane.

## Wygląd i pochodzenie
Wczesne świadectwa hiszpańskie wskazują na istnienie przynajmniej trzech (współcześnie wymarłych) grup zamieszkujących osobne wyspy. Stare kroniki opisują jedną z tych grup jako „wysokich, jasnowłosych, niebieskookich” ludzi, druga grupa opisana była jako lud średniego wzrostu, o śniadej cerze. Trzecia grupa miała być najniższa wzrostem, o drobnej posturze. Guanczowie o jasnych włosach zamieszkiwali według tych informacji Teneryfę.
W jedenastym wydaniu Encyclopaedia Britannica podano, że Guanczowie byli ludem o szarych lub niebieskich oczach z włosami w różnych odcieniach blond, przypominającymi typ antropologiczny ludzi z Cro-Magnon. Te informacje sprawiły, że rozpoczęto badania nad pochodzeniem Guanczów. Niektórzy naukowcy sugerowali, że Guanczowie są potomkami jakiegoś odgałęzienia Celtów lub innej grupy europejskiego pochodzenia. Jest bowiem faktem, że Celtowie i plemiona germańskie odbywały odległe podróże jeszcze przed erą rzymską i kolonizowali niektóre regiony Półwyspu Iberyjskiego.
Wyspy były odwiedzane wielokrotnie przez podróżników z różnych starożytnych krajów, w tym Numidyjczyków, Fenicjan, Kartagińczyków. Istnieją przypuszczenia, że inwazja germańskich Wandalów na północne wybrzeża Afryki, jaka nastąpiła w V i VI wieku n.e., mogła sięgnąć aż na wyspy Kanaryjskie – jednakże kultura Wandalów stała na dużo wyższym poziomie niż neolityczna kultura Guanczów, a ta pozostawała niezmieniona przez tysiąclecia.
Obecnie najczęściej porównuje się kulturę Guanczów do kultury starożytnych Berberów, których język wykazuje duże podobieństwo do języka Guanczów. Drugim dowodem jest ich wygląd – dotychczas Berberowie, którzy nie krzyżują się z arabskimi lub czarnymi afrykańskimi plemionami, zachowali cechy wskazujące na ich bardzo starożytne pochodzenie – niebieskie lub zielone oczy albo jaśniejsze włosy (człowiek z Cro-Magnon). Guanczowie mogą być zatem potomkami berberyjskich emigrantów z ok. 6000 p.n.e. Także współczesne badania genetyczne wskazują na berberyjskie pochodzenie Guanczów.